# Bocheniec (województwo kujawsko-pomorskie)
Bocheniec – wieś w Polsce położona w województwie kujawsko-pomorskim, w powiecie golubsko-dobrzyńskim, w gminie Radomin.

## Podział administracyjny
W latach 1975–1998 miejscowość administracyjnie należała do województwa toruńskiego.

## Demografia
Według Narodowego Spisu Powszechnego (III 2011 r.) wieś liczyła 260 mieszkańców. Jest siódmą co do wielkości miejscowością gminy Radomin.

## II wojna światowa
Po zajęciu wsi przez Niemców w 1939 roku nazwę zmieniono na Bestfelde. Podczas okupacji pod koniec 1944 roku zaczęto budowę linii umocnień mających bronić dostępu do Golubia-Dobrzynia od południowego wschodu.
22 stycznia 1945 do wsi weszły pierwsze radzieckie oddziały. Był to 1. Samodzielny Korpus Pancerny Gwardii pod dowództwem generała majora Michała Panowa. Oddział ten walczył w ramach 65. Armii 2. Frontu Białoruskiego. Czerwonoarmiści napotkali jednak zacięty opór hitlerowców. Na wschodnim skraju wsi ulokowała się artyleria dająca wsparcie ogniowe atakującej piechocie.
Jeden z mieszkańców wsi, przedwojenny porucznik Wojska Polskiego Jan Janocha zaoferował oficerom radzieckim pomoc w obejściu pozycji niemieckich. Rosjanie prowadzeni przez Janochę ominęli umocnienia niemieckie od strony północnej, idąc polodowcowym wąwozem. Gdy na niemieckim zapleczu pojawiła się radziecka piechota osłaniająca czołg, hitlerowcy ratowali się ucieczką. Ku zdziwieniu Rosjan w bunkrze było tylko trzech żołnierzy niemieckich uzbrojonych w karabin maszynowy.
Niemcy zabili 35 żołnierzy radzieckich, sami uciekając bez szwanku. Przyczyną tak wysokich strat było zaskoczenie i siła ognia prowadzonego z niemieckiego bunkra (typu Ringstand 58c uzbrojonego w MG 34 lub MG 42), a także (według relacji mieszkańców) upojenia alkoholowego czerwonoarmistów. Poległych Rosjan pochowano w zbiorowej mogile w Radominie. Według relacji jednego z mieszkańców w 1945 roku bezsilny dowódca rosyjski miał prosić o wsparcie lotnicze, jednak pomoc porucznika Janochy wykluczyła potrzebę wsparcia powietrznego.
W Bocheńcu znajduje się około 11 poniemieckich bunkrów głównie typu Ringstand 58c służących jako gniazdo karabinu maszynowego służące do obrony okrężnej. Inne typy bunkrów to stanowisko dla drużyny piechoty i bunkier dla armaty przeciwpancernej (jednak ta nigdy do Bocheńca nie dotarła).